# Uccidete Mister Mitchell
Uccidete Mister Mitchell (Mitchell) è un film statunitense del 1975 diretto da Andrew V. McLaglen.

## Trama
Mitchell, un poliziotto duro ha un incarico di catturare un boss della mafia, alcuni contrabbandieri di droga e un uomo d'affari corrotto, tenendo anche in riga la sua compagna prostituta d'alto profilo.